# Problema dell'illuminazione

Soluzione di Roger Penrose del problema dell'illuminazione tramite l'uso di archi ellittici (in blu) e segmenti rettilinei (in verde), con 3 posizioni della singola sorgente luminosa (macchia rossa). Le croci porpora sono i fuochi degli archi più larghi. Le regioni illuminate e non illuminate sono rappresentate rispettivamente in giallo e grigio.

Il problema dell'illuminazione è un problema matematico risolto, proposto per la prima volta da Ernst Straus nei primi anni cinquanta e rimasto aperto per più di quarant'anni.
Straus si chiese se una camera con muri riflettenti possa essere sempre illuminata da una singola sorgente luminosa, tenendo conto delle ripetute riflessioni della luce sulle pareti riflettenti. In modo alternativo, il problema può essere presentato come chiedere se esista un tavolo da biliardo (costruibile in qualsiasi forma richiesta) tale che da un suo punto sia impossibile imbucare una palla in una tasca posta in un altro punto (il problema suppone una palla puntiforme che continui a muoversi all'infinito senza essere fermata dall'attrito).

## Soluzione di Roger Penrose
Il problema fu risolto per la prima volta da Roger Penrose usando le ellissi per creare la camera illuminabile di Penrose. Usando le proprietà estremali dell'ellisse, dimostrò che esisteva una camera con muri curvi che dovrebbe avere sempre delle regioni oscure se è illuminata solo da un'unica sorgente puntiforme. Nel 1995 questo problema è stato risolto anche per le stanze poligonali di 2 o 3 dimensioni da George Tokarsky, che ha mostrato l'esistenza di una stanza poligonale a 26 lati non illuminabile per via di una "macchia oscura" che non è illuminata da un altro punto della stanza, neppure consentendo ripetute riflessioni. Si tratta comunque di casi rari, che si verificano allorquando un numero finito di punti scuri (piuttosto che regioni) non sono illuminabili solo da una posizione fissa della sorgente puntiforme. Nel 1997, G. Tokarsky e D. Castro hanno proposto separatamente due diverse stanze a 24 lati con le stesse proprietà.

Soluzioni al problema dell'illuminazione di George W Tokarsky (26 lati) e D. Castro (24 lati) Si noti che la singola sorgente luminosa (macchia rossa) e la zona oscura (croce grigia) possono essere scambiate.

Nel 1995, Tokarsky trovò la prima stanza poligonale non illuminabile con 4 lati e due punti fissi di confine. Nel 2016, Lelièvre, Monteil e Weiss hanno dimostrato che una sorgente luminosa in una stanza poligonale i cui angoli (in gradi) sono tutti numeri razionali illuminerà l'intero poligono, con la possibile eccezione di un numero finito di punti.